# Світлий (Тунгокоченський район)
Сві́тлий (рос. Светлый) — селище у складі Тунгокоченського району Забайкальського краю, Росія. Входить до складу Вершино-Дарасунського міського поселення.

## Населення
Населення — 36 осіб (2010; 107 у 2002).
Національний склад (станом на 2002 рік):
- росіяни — 99 %